# Plectropomus punctatus
Plectropomus punctatus är en fiskart som först beskrevs av Jean René Constant Quoy och Joseph Paul Gaimard 1824.  Plectropomus punctatus ingår i släktet Plectropomus och familjen havsabborrfiskar. IUCN kategoriserar arten globalt som otillräckligt studerad. Inga underarter finns listade i Catalogue of Life.